# Manuel I Komnenos
Manuel I Komnenos, född 28 november 1118, död 24 september 1180, var bysantinsk kejsare mellan 1143 och 1180. 

## Biografi
Under Manuel I:s tid blossade kriget med normanderna om makten över Syditalien och Sicilien upp.
Efter att först ha haft stora framgångar i kriget förlorade Manuel dock efter ett avgörande slag i Syditalien. Manuel förlorade även ett mycket viktigt slag mot turkarna i slaget vid Myriokefalon 1176, som gjorde att Bysans förlorade initiativet och som sedan gjorde att riket åter förlorade stora delar av Anatolien.